# Whiteout Nunataks
Whiteout Nunataks är nunataker i Antarktis. De ligger i Östantarktis. Australien gör anspråk på området.